# Scaptodesmus porati
Scaptodesmus porati är en mångfotingart som beskrevs av Cook 1896. Scaptodesmus porati ingår i släktet Scaptodesmus och familjen Chelodesmidae. Inga underarter finns listade i Catalogue of Life.